# Uranylacetat
Uranylacetat (UO2(CH3COO)2 · 2 H2O) ist ein gelber, kristalliner Feststoff, bestehend aus rhombischen Kristallen mit leicht essigsaurem Geruch. Bei Temperaturen über 110 °C tritt der Verlust des Kristallwassers ein; wird der Stoff über 275 °C erhitzt, zersetzt er sich thermisch zu Urantrioxid (UO3).

## Darstellung
Uranylacetat erhält man aus Urantrioxid durch Umsetzung mit 30%iger Essigsäure:
{\displaystyle {\ce {UO3 + 2 CH3COOH + H2O -> UO2(CH3COO)2 . 2 H2O}}}

## Verwendung

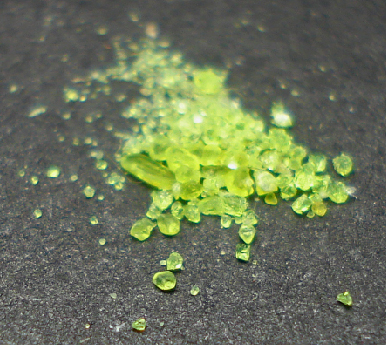
Uranylacetatkristalle

Uranylacetat findet Verwendung zur Negativkontrastierung in Elektronenmikroskopen. In der Elektronenmikroskopie biologischer Proben ist es auch heute noch oft unentbehrlich. Uranylacetatlösungen zeigen Lichtempfindlichkeit und zersetzen sich vor allem unter UV-Strahlung. Die meisten analytischen Anwendungen sind heute aufgrund ungefährlicherer Alternativmethoden  obsolet geworden. Ein- und zweiprozentige Uranylacetatlösungen dienten dem qualitativen Nachweis von Natrium als schwerlösliches Natriumuranylacetat mit charakteristischen, gelben, tetraedrischen Kristallen. Auch in Gegenwart von Magnesiumacetat bildet Uranylacetat Kristalle von Natriummagnesiumuranylacetat, das im Gegensatz zu anderen Natriumsalzen relativ wenig löslich ist und anhand seiner Kristallform mikroskopisch identifiziert werden kann. Zum Nachweis der Alkali-Kieselsäure-Reaktion in Beton kam ebenfalls Uranylacetat zur Anwendung.

## Sicherheitshinweise
Kommerzielle Uranylacetatpräparate werden üblicherweise aus abgereichertem Uran hergestellt und besitzen (hydratwasserfrei) eine Radioaktivität von 13,69 bis 18,87 kBq/g (0,37 bis 0,51 µCi/g.) Diese geringe Strahlungsintensität ist zu schwach, um gefährlich zu sein, solange das Material nicht inkorporiert wird.
Uranverbindungen sind unabhängig von ihrer Radioaktivität stark giftig. Auf den menschlichen Körper wirkt es nach der Einnahme (oral, als Staub über die Atemwege oder bei Wundkontakt) sehr giftig. Es sind Risiken für den gesamten Organismus durch eine Langzeitexposition nicht auszuschließen. So können sich Erbgutschäden und Krebs entwickeln.